# Anna Cabot Quincy Waterston
Pour les articles homonymes, voir Quincy et Waterston.
Anna Cabot Quincy Waterston (Boston, 1812 — Newton, 1899) est une écrivaine et poétesse américaine.
Née Anna Cabot Lowell Quincy, elle a utilisé pour nom de plume A. C. Q. W. et W. A. C. Q.

## Biographie

### Jeunesse et famille
Anna Cabot Quincy Waterston naît à Boston, dans le Massachusetts, le 27 juin 1812. Elle est la plus jeune fille d'Eliza Susan Morton Quincy et de Josiah Quincy III (en), qui fut président de l'université Harvard, représentant des États-Unis et maire de Boston. Le grand-père d'Anna, Josiah Quincy II (en), avait également été maire de Boston, tout comme son frère Josiah (en). Ses autres frères et sœurs étaient : Eliza, Abigail, Maria, Margaret et Edmund (en).
Le 21 avril 1840, elle épouse le révérend Robert C. Waterston (1812-1893). Après avoir passé deux ans en Europe, et alors qu'ils sont sur le point de rentrer chez eux, leur fille, Helen Ruthven Waterston (1841-1858), meurt à Naples, en Italie.

### Carrière
Certains des vers de Waterston ont été publiés en 1863, dans un petit volume. Elle a également publié des articles dans The Atlantic Monthly. Elle utilise alors comme nom de plume « A. C. Q. W. », et « W. A. C. Q. ».
En 1870, après avoir rendu visite à Jeanne Carr, Waterston quitte Oakland pour la vallée Yosemite. Elle parvient rassembler autour d'elle un large cercle d'amis et de connaissances. Elle connaît bien et est intimement associée à un grand nombre des personnes les plus distinguées de l'ancienne génération. Lorsque son père reçoit La Fayette, elle était encore une écolière, mais cette occasion fait une telle impression sur son esprit qu'elle en garde un vif souvenir de nombreuses années. La cause des aveugles lui tient à cœur depuis la création de l'école pour aveugles Perkins (en) du Massachusetts. 

### Mort et postérité

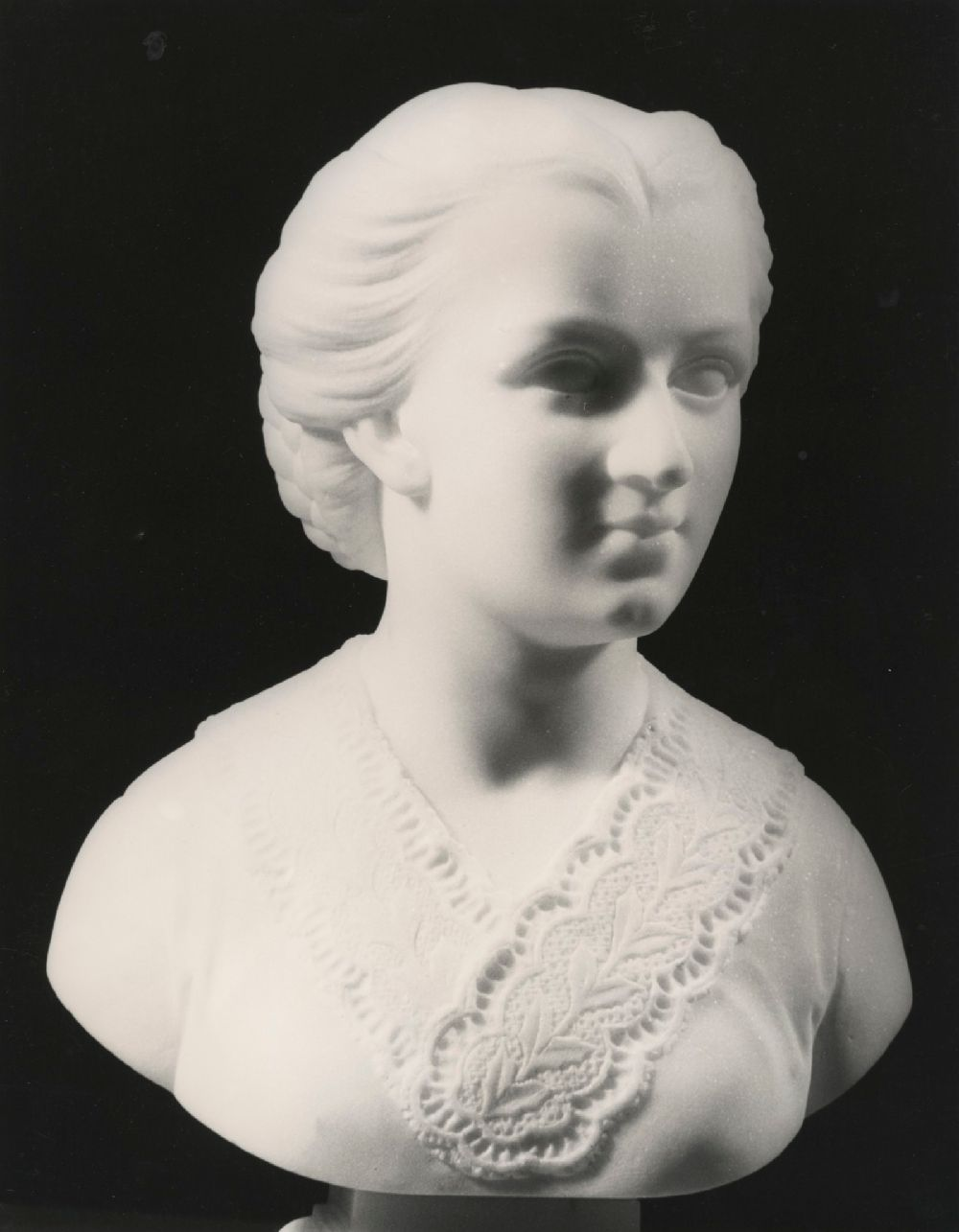
Edmonia Lewis, Anna Quincy Waterston (1866, Smithsonian American Art Museum).

Anna Cabot Quincy Waterston meurt à son domicile de Newton le 14 octobre 1899. Elle est enterrée au cimetière de Mont Auburn.
Son buste en marbre a été sculpté vers 1866 par Edmonia Lewis et est conservé par le Smithsonian American Art Museum. Le couple Waterston avait en effet aidé l'artiste à réunir l'argent pour payer les premiers marbres qu'elle a pu sculpter à Rome.
En 2003, son journal intime, écrit à partir de l'âge de dix-sept ans, a été publié à titre posthume sous le titre A Woman's Wit and Whimsy,.
Elle fait partie des personnalités auxquelles il est rendu hommage dans le Boston Women's Heritage Trail, une série de visites pédestres à Boston, menant à d'anciens sites importants pour l'histoire des femmes de Boston.

## Œuvre

### Œuvres principales
- Quincy (?)
- Sketchbook (ca. 1835)
- Together (1863)
- Verses (1863)[13]
- Edmonia Lewis. (The young colored woman who has successfully modelled the bust of Colonel Shaw.) (1865)
- Adelaide Phillipps: A Record (1883)

### Posthume
- A Woman's Wit & Whimsy: The 1833 Diary of Anna Cabot Lowell Quincy (2003)[14]